# Pňovičky
Pňovičky (německy Knibtischken) jsou malá vesnice, část obce Ohníč v okrese Teplice. Nachází se asi tři kilometry severozápadně od Ohníče. V roce 2011 zde trvale žilo 46 obyvatel.
Pňovičky leží v katastrálním území Křemýž o výměře 4,45 km².

## Historie
První písemná zmínka o vesnici pochází z roku 1549.
V Pňovičkách se v srpnu 2011 natáčel film Čaroškola Pňovičky a v únoru 2012 pohádka Prokletí.

## Obyvatelstvo
Při sčítání lidu v roce 1921 zde žilo 189 obyvatel (z toho 96 mužů), z nichž bylo 73 Čechoslováků, 113 Němců a tři cizinci. Kromě šesti evangelíků a 39 lidí bez vyznání se ostatní hlásili k římskokatolické církvi. Podle sčítání lidu z roku 1930 měla vesnice 194 obyvatel: 55 Čechoslováků, 137 Němců a dva cizince. Většina jich byla římskými katolíky, ale dva lidé byli členy jiných nezjišťovaných církví a 35 obyvatel bylo bez vyznání.
|                                                                | 1869 | 1880 | 1890 | 1900 | 1910 | 1921 | 1930 | 1950 | 1961 | 1970 | 1980 | 1991 | 2001 | 2011 | 2021 |
| -------------------------------------------------------------- | ---- | ---- | ---- | ---- | ---- | ---- | ---- | ---- | ---- | ---- | ---- | ---- | ---- | ---- | ---- |
| Obyvatelé                                                      | 82   | 125  | 94   | 157  | 192  | 189  | 194  | 72   | 64   | 68   | 56   | 45   | 37   | 46   | 32   |
| Domy                                                           | 14   | 15   | 15   | 17   | 21   | 21   | 23   | 22   | —    | 16   | 13   | 18   | 20   | 20   | 18   |
| Počet domů z roku 1961 je zahrnut v domech místní části Ohníč. |      |      |      |      |      |      |      |      |      |      |      |      |      |      |      |

## Obecní správa
Při sčítání lidu v letech 1869–1890 Pňovičky byly osadou obce Světec v okrese Teplice, ale v letech 1900–1950 byly osadou obce Křemýž, se kterým patřil nejprve do okresu Duchcov, ale v roce 1950 v okrese Bílina. Od roku 1961 je částí obce Ohníč v okrese Teplice.

## Pamětihodnosti
Asi 300 metrů severozápadně od vesnice stojí empírový lovecký zámek Tuchlov založený v první čtvrtině devatenáctého století hrabětem Augustem Ledebour-Wicheln. Od dvacátého století v zámku sídlí dětský domov.